# Kabinett Nixon
Richard Nixon ging als einziger Präsident der Vereinigten Staaten in die Geschichte ein, der von seinem Amt zurücktrat. Am 9. August 1974 zog er die Konsequenzen aus der Watergate-Affäre. Zuvor war er zweimal in dieses Amt gewählt worden: 1968 gegen den demokratischen Vizepräsidenten Hubert H. Humphrey, 1972 gegen George McGovern. 

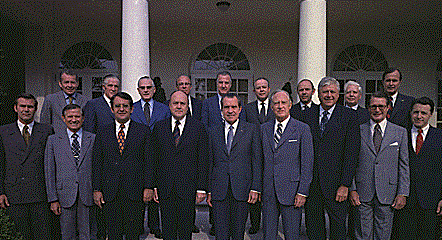
Kabinett Nixon im Jahr 1972

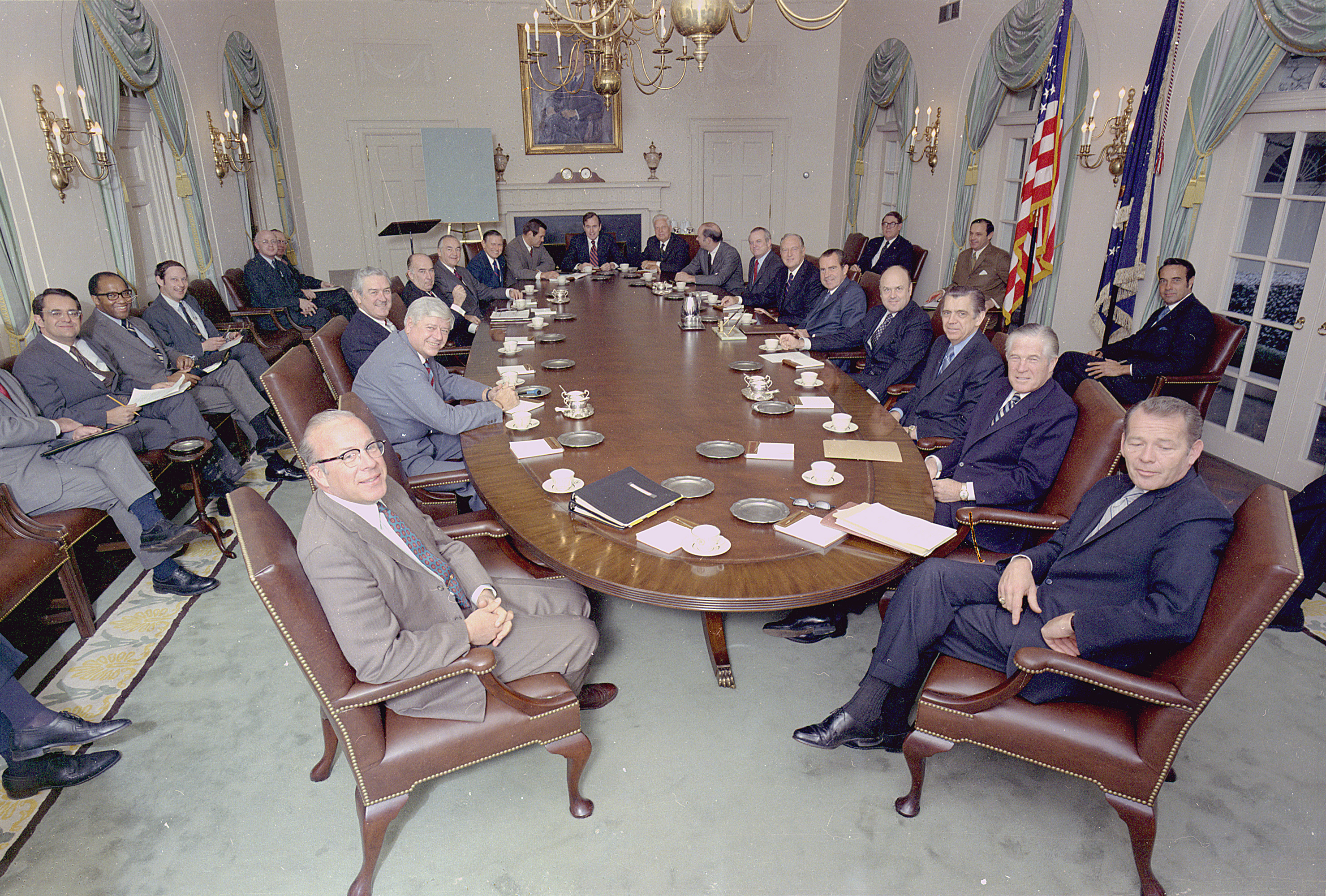
Das Kabinett während einer Sitzung im Cabinet Room, März 1971

Während Nixons Amtszeit wurde das Postministerium in den United States Postal Service umgewandelt, eine unabhängige Behörde, deren Leiter keinen Kabinettsrang mehr besaß. In sämtlichen anderen Ministerien gab es während dieser fünf Jahre einen Wechsel an der Spitzenposition.

## Mehrheit im Kongress
| Präsident                         | Präsident         | Kongress | Haus   | Haus    | Senat | Senat  | Gesamt | Gesamt             |
| --------------------------------- | ----------------- | -------- | ------ | ------- | ----- | ------ | ------ | ------------------ |
|                                   | Richard Nixon (R) | 91.      |        | 192/435 |       | 43/100 |        | Divided government |
| 92.                               | Richard Nixon (R) | 180/435  | 44/100 |         |       |        |        | Divided government |
| 93.                               | Richard Nixon (R) | 192/435  | 42/100 |         |       |        |        | Divided government |
| Quelle: Repräsentantenhaus, Senat |                   |          |        |         |       |        |        |                    |

## Das Kabinett
| Ressort / Amt                                                          | Amtsinhaber                 | Partei | Partei           | Zeitraum  | Bild                  |
| ---------------------------------------------------------------------- | --------------------------- | ------ | ---------------- | --------- | --------------------- |
| Präsident der Vereinigten Staaten                                      | Richard Milhous Nixon       |        | Republikaner (R) | 1969–1974 |                       |
| Vizepräsident der Vereinigten Staaten                                  | Spiro Theodore Agnew        |        | R                | 1969–1973 | Spiro Agnew           |
| Vizepräsident der Vereinigten Staaten                                  | vakant                      |        |                  | 1973      |                       |
| Vizepräsident der Vereinigten Staaten                                  | Gerald Rudolph Ford         |        | R                | 1973–1974 | Gerald Ford           |
| Ministerämter                                                          |                             |        |                  |           |                       |
| Außenminister der Vereinigten Staaten                                  | William Pierce Rogers       |        | R                | 1969–1973 | William Rogers        |
| Außenminister der Vereinigten Staaten                                  | Henry Alfred Kissinger      |        | R                | 1973–1974 | Henry Kissinger       |
| Finanzminister der Vereinigten Staaten                                 | David Matthew Kennedy       |        | R                | 1969–1971 | David Kennedy         |
| Finanzminister der Vereinigten Staaten                                 | John Bowden Connally        |        | Demokrat (D)     | 1971–1972 | John Connally         |
| Finanzminister der Vereinigten Staaten                                 | George Pratt Shultz         |        | R                | 1972–1974 | George Shultz         |
| Finanzminister der Vereinigten Staaten                                 | William Edward Simon        |        | R                | 1974      | William Simon         |
| Verteidigungsminister der Vereinigten Staaten                          | Melvin Robert Laird         |        | R                | 1969–1973 | Melvin Laird          |
| Verteidigungsminister der Vereinigten Staaten                          | Elliot Lee Richardson       |        | R                | 1973      | Elliot Richardson     |
| Verteidigungsminister der Vereinigten Staaten                          | James Rodney Schlesinger    |        | R                | 1973–1974 | James Schlesinger     |
| Justizminister der Vereinigten Staaten                                 | John Newton Mitchell        |        | R                | 1969–1972 | John Mitchell         |
| Justizminister der Vereinigten Staaten                                 | Richard Gordon Kleindienst  |        | R                | 1972–1973 |                       |
| Justizminister der Vereinigten Staaten                                 | Elliot Lee Richardson       |        | R                | 1973      | Elliot Richardson     |
| Justizminister der Vereinigten Staaten                                 | William Bart Saxbe          |        | R                | 1974      | William Saxbe         |
| Innenminister der Vereinigten Staaten                                  | Walter Joseph Hickel        |        | R                | 1969–1970 | Walter Hickel         |
| Innenminister der Vereinigten Staaten                                  | Rogers Clark Ballard Morton |        | R                | 1971–1974 | Rogers Morton         |
| Postminister der Vereinigten Staaten                                   | Winton Malcolm Blount       |        | R                | 1969–1971 | Winton Blount         |
| Landwirtschaftsminister der Vereinigten Staaten                        | Clifford Morris Hardin      |        | R                | 1969–1971 | Clifford Hardin       |
| Landwirtschaftsminister der Vereinigten Staaten                        | Earl Lauer Butz             |        | R                | 1971–1974 | Earl Butz             |
| Handelsminister der Vereinigten Staaten                                | Maurice Hubert Stans        |        | R                | 1969–1972 | Maurice Stans         |
| Handelsminister der Vereinigten Staaten                                | Peter George Peterson       |        | R                | 1972–1973 | Peter George Peterson |
| Handelsminister der Vereinigten Staaten                                | Frederick Baily Dent        |        | R                | 1973–1974 | Frederick Dent        |
| Arbeitsminister der Vereinigten Staaten                                | George Pratt Shultz         |        | R                | 1969–1970 | George Shultz         |
| Arbeitsminister der Vereinigten Staaten                                | James Day Hodgson           |        | R                | 1970–1973 | James Hodgson         |
| Arbeitsminister der Vereinigten Staaten                                | Peter Joseph Brennan        |        | D                | 1973–1974 | Peter Brennan         |
| Gesundheits-, Bildungs- und Wohlfahrtsminister der Vereinigten Staaten | Robert Hutchison Finch      |        | R                | 1969–1970 | Robert Finch          |
| Gesundheits-, Bildungs- und Wohlfahrtsminister der Vereinigten Staaten | Elliot Lee Richardson       |        | R                | 1970–1973 | Elliot Richardson     |
| Gesundheits-, Bildungs- und Wohlfahrtsminister der Vereinigten Staaten | Caspar Willard Weinberger   |        | R                | 1973–1974 | Caspar Weinberger     |
| Bauminister der Vereinigten Staaten                                    | George Wilcken Romney       |        | R                | 1969–1973 | George Romney         |
| Bauminister der Vereinigten Staaten                                    | James Thomas Lynn           |        | R                | 1973–1974 | James Lynn            |
| Verkehrsminister der Vereinigten Staaten                               | John Anthony Volpe          |        | R                | 1969–1973 | John Volpe            |
| Verkehrsminister der Vereinigten Staaten                               | Claude Stout Brinegar       |        | R                | 1973–1974 | Claude Brinegar       |
| Andere Mitglieder im Kabinettsrang                                     |                             |        |                  |           |                       |
| Stabschef des Weißen Hauses                                            | Harry Robbins Haldeman      |        | R                | 1969–1973 | Harry Haldeman        |
| Stabschef des Weißen Hauses                                            | Alexander Meigs Haig        |        | R                | 1973–1974 | Alexander Haig        |
| Leiter der Environmental Protection Agency                             | William Doyle Ruckelshaus   |        | R                | 1970–1973 | William Ruckelshaus   |
| Leiter der Environmental Protection Agency                             | Russell Errol Train         |        | R                | 1973–1974 | Russell Train         |
| Direktor des Office of Management and Budget                           | Robert Mayo                 |        | R                | 1969–1970 |                       |
| Direktor des Office of Management and Budget                           | George Pratt Shultz         |        | R                | 1970–1972 | George Shultz         |
| Direktor des Office of Management and Budget                           | Caspar Willard Weinberger   |        | R                | 1972–1973 | Caspar Weinberger     |
| Direktor des Office of Management and Budget                           | Roy L. Ash                  |        | R                | 1973–1974 |                       |